# Musée de l'Homme

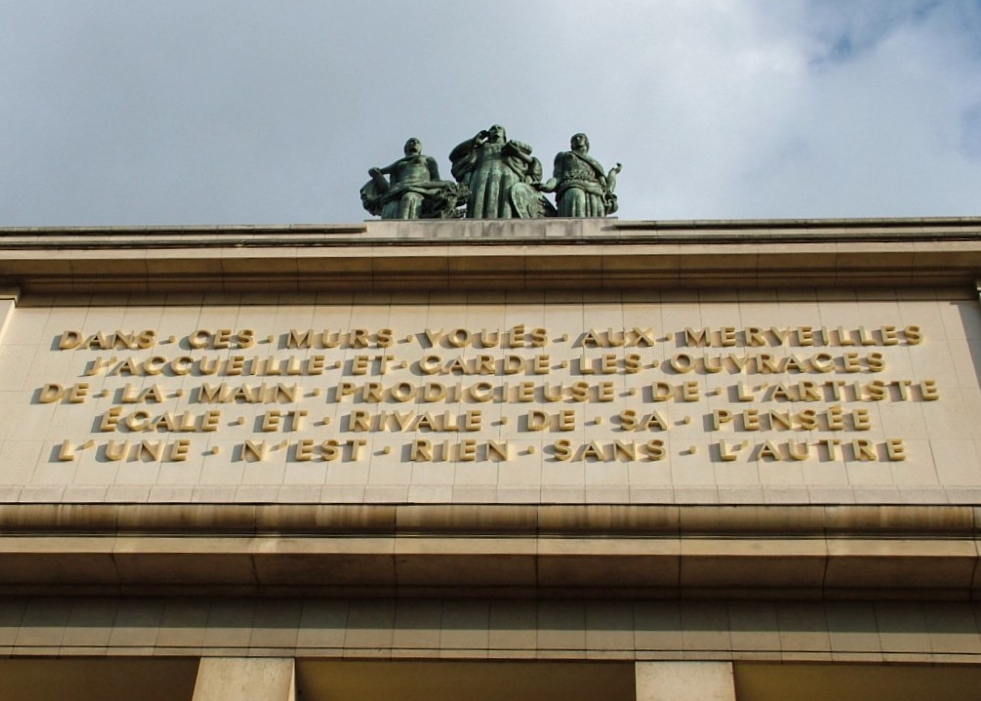
Inscripció dalt del Musée de l'homme

El Musée de l'Homme ("Museu de l'Home") és un museu d'antropologia situat a París, França (place Trocadéro, 17). Va ser fundat per Paul Rivet l'any 1937 per a l'exposició Exposition Internationale des Arts et Techniques dans la Vie Moderne d'aquell mateix any. És el successor del Musée d'Ethnographie du Trocadéro, fundat l'any 1878. El Musée de l'Homme és un centre de recerca científica regit per diversos ministeris francesos i agrupa diverses entitats del CNRS. El Musée de l'Homme és una de les set seccions del Muséum national d'histoire naturelle. El Musée de l'Homme ocupa gran part del Palais de Chaillot al 16è arrondissement.
Diversos membres del Musée de l'Homme, com Paul Rivet, durant el Govern de Vichy, formaren un Grup de resistència.

## Missió

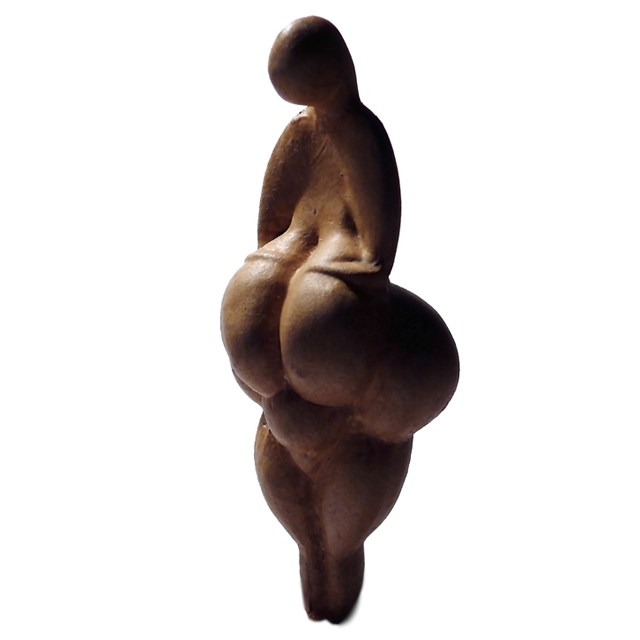
Rèplica de la Venus de Lespugue, del Musée de l'Homme

La seva intenció és la de recollir en un lloc tot allò que pugui definir la humanitat: la seva evolució, la seva unitat i la seva varietat i la seva expressió cultural i social.
La creació del nou Musée du quai Branly i MUCEM treuran del Musée de l'homme les seves col·leccions etnogràfiques i li llevaran la seva missió originària. Aquest museu de l'home té més de 15.000 artefactes, el Quai Branly, tanmateix, només en té 3.500.
Aquesta situació porta al Musée de l'Homme a una redefinició de la seva missió.

## Directors notables
- René-Yves Creston, director de la Secció àrtica
- Maurice Leenhardt
- André Leroi-Gourhan
- Paul Rivet
- Jacques Soustelle (vicepresident el 1938)
- Claude Lévi-Strauss (director interí 1949-1950)
- Henri Victor Vallois

## Peces notables
- Fins al 1974 es mostrava el cos de Sarah Baartman.
- Una calavera de cristall.
- La calavera de René Descartes es troba a aquest museu.
- La calvera de Suleiman al-Halabi (1777–1800), un kurd de síria que va assassinar el General Kléber.